# Мустеджиб Улькюсал
Мустеджиб Улькюсал (1899, Азаплар, Добруджа, Румунське королівство — 1996, Стамбул) — кримськотатарський громадський діяч, засновник та видавець журналу «Емель».

## Біографія
Народився в румунській Добруджі, куди його предки в середині XIX ст. переселилися з Криму.
У 1917 р., дізнавшись про формування в Криму кримськотатарського уряду, разом з друзями приїхав у Крим, працював вчителем в селі Фотисала. Коли бойові дії наближаються до Криму, повертається до Європи, живе в Румунії і Болгарії. Закінчив юридичний факультет Бухарестського університету, працював адвокатом у м. Пазарджик (зараз Добрич).
Створює культурний центр «Тонгуч» («Первісток»), з 1930 р. він і його друзі починають видавати журнал «Емель» («Прагнення»).
У 1941 р. разом з родиною переїжджає в Туреччину. У квітні 1941 року він отримує турецьке підданство і залишається в Туреччині до кінця свого життя.
У 1942 р. він і Джафер Сейдамет відвідали Берлін, де наполягали на створенні національного кримськотатарського уряду Криму, проте не знайшли розуміння, після чого він повернувся до Туреччини. Надалі публікує в турецькій пресі статті про депортацію кримських татар, про репресії проти них у країнах з комуністичними режимами (Румунія, Болгарія).
У листопаді 1960 року разом з групою однодумців в Анкарі відновлює роботу журналу «Емель» як продовження довоєнного видання. Мустеджиб Улькюсал публікується в цьому журналі. У 1976 році виходить на пенсію.
М. Улькюсал вважається ідеологом та засновником сучасного руху кримськотатарської діаспори Туреччини. На його працях виховувалися сучасна генерація лідерів та активістів кримськотатарської громад Туреччини, Румунії, Болгарії.
Крім статей, написав ряд книг:
- «У другій світовій війні в 1941—1942 рр.» (берлінські спогади і кримська визвольна боротьба) (1976)
- «Кримські татари-тюрки (минуле, теперішнє, майбутнє)» (1980)
- «Життя заради Криму. Спогади» (1999)

У 1992 р. у Стамбулі відбулася зустріч М. Улькюсала з Мустафою Джемілєвим, під якої пройшла символічна передача місії лідерства та М. Джемілєв був визнаний загальнонаціональним лідером кримськотатарського народу.
10 січня 1996 р. він помер у Стамбулі.